# Aeroportul Internațional Nashville
Aeroportul Internațional Nashville (IATA: BNA, ICAO: KBNA, FAA LID: BNA) este un aeroport din Nashville, Tennessee, Comitatul Davidson, Tennessee, Tennessee, Statele Unite ale Americii ce deservește zona Nashville. Aeroportul a fost tranzitat în 2023 de 22.877.671 de pasageri. A fost deschis în 1936 și numit după zona deservită.
Situat la o altitudine de 183 m, aeroportul dispune de 4 piste. Este operat de Metropolitan Nashville Airport Authority⁠(d).

## Infrastructură

### Piste
Aeroportul dispune de 4 piste: 
- pista 02C/20C din beton, cu dimensiunile 8.001 picioare × 150 picioare
- pista 02L/20R din beton, cu dimensiunile 7.704 picioare × 150 picioare
- pista 02R/20L din beton, cu dimensiunile 8.001 picioare × 150 picioare
- pista 13/31 din beton, cu dimensiunile 11.030 picioare × 150 picioare